# Brusselse gewestverkiezingen 2014
Op zondag 25 mei 2014 werden in het Brussels Hoofdstedelijk Gewest verkiezingen voor het Brussels Hoofdstedelijk Parlement gehouden. Deze worden sinds 1999 altijd gelijktijdig met de Europese parlementsverkiezingen gehouden; indien de Raad van de Europese Unie unaniem zou beslissen om de Europese verkiezingen op een andere datum te houden, zal ook de datum voor de Brusselse verkiezingen wijzigen.

## Vooraf
Na de verkiezingen van 2009 vormden PS, Ecolo, cdH, Open Vld, CD&V en Groen de regering-Picqué IV onder leiding van PS’er Charles Picqué. In 2013 werd deze regering omgedoopt tot de regering-Vervoort onder leiding van PS’er Rudi Vervoort.

## Kandidaten
De lijsttrekkers waren:
| Nederlandstalige lijsten: - CD&V: Brigitte Grouwels - Groen: Bruno De Lille - N-VA: Johan Van den Driessche - Open Vld: Guy Vanhengel - sp.a: Pascal Smet - Vlaams Belang: Dominiek Lootens | Franstalige lijsten: - cdH: Joëlle Milquet - Ecolo: Christos Doulkeridis - FDF: Didier Gosuin - MR: Vincent De Wolf - PS: Rudi Vervoort - PTB*PVDA-go!: Michaël Verbauwhede - B.U.B.: Jeremy Charlier |

## Opiniepeilingen
Er worden geen aparte peilingen georganiseerd voor de regionale en de federale verkiezingen: ook bij de volgende peilingen gaat het strikt gezien over kiesintenties voor de Kamer van volksvertegenwoordigers.
| Datum            | Krant                       | MR    | PS    | Ecolo | cdH   | FDF   | PTB*PVDA-go! | Open Vld | sp.a | VB   | CD&V | Groen | N-VA | Overige | Voorsprong |
| ---------------- | --------------------------- | ----- | ----- | ----- | ----- | ----- | ------------ | -------- | ---- | ---- | ---- | ----- | ---- | ------- | ---------- |
| 14 mei 2014      | La Libre Belgique           | 21 %  | 19,2% | 8,5%  | 10,9% | 11,5% | 7,5%         | 3,5%     | 2,5% | 1,9% | 2%   | -     | 2%   | 9,5%    | 1,8%       |
| 23 april 2014    | Le Soir                     | 20,3% | 22,5% | 9,6%  | 9,8%  | 9,3%  | 6%           | -        | -    | -    | -    | -     | -    | 22,5%   | 1,2%       |
| 15 april 2014    | La Libre Belgique           | 20,2% | 17,6% | 8 %   | 11,6% | 8,3%  | 7,2%         | 3,8%     | 1,1% | 3%   | 2,1% | 1,9%  | 2,1% | 13,1%   | 2,6%       |
| 21 februari 2014 | La Libre Belgique           | 21,8% | 18,1% | 10,1% | 12,5% | 10,4% | 6,5%         | 3,5%     | 1%   | 1%   | 1,5% | 2,9%  | 2,7% | 8%      | 3,7%       |
| 13 februari 2014 | Le Soir                     | 20%   | 21,2% | 10,4% | 9,6%  | 9,6%  | 6,8%         | -        | -    | -    | -    | -     | -    | 22,4%   | 1,2%       |
| 22 november 2013 | Le Soir                     | 18,7% | 24,1% | 11,3% | 9,7%  | 12,4% | 2,6%         | -        | -    | -    | -    | -     | -    | 21,2%   | 5,4%       |
| 16 juni 2013     | Le Soir                     | 20,9% | 24,5% | 10,5% | 10,2% | -     | 4,5%         | -        | -    | -    | -    | -     | -    | 34,0%   | 3,6%       |
| 25 mei 2013      | La Libre Belgique           | 21,9% | 19,9% | 12,4% | 9,8%  | 11,4% | 2,4%         | 2,1%     | 1,6% | 3,0% | 1,7% | 1,4   | 3,3% | 9,1%    | 2,0%       |
| 10 juni 2010     | Federale verkiezingen 2010  | 27,1% | 26,6% | 12,0% | 12,2% | '-    | 1,6%         | 2,3%     | 2,0% | 1,7% | 1,6% | 1,6%  | 1,8% | 9,5%    | 0,5%       |
| 7 juni 2009      | Brusselse verkiezingen 2009 | 26,5% | 23,3% | 17,9% | 13,1% | '-    | -            | 2,6%     | 2,2% | 2,0% | 1,7% | 1,3%  | 0,6% | 8,9%    | 3,2%       |

## Uitslagen
Voor de Nederlandstalige partijen zijn er geen al te grote verschuivingen. Open Vld en Groen winnen elk één zetel, terwijl sp.a en CD&V er elk één verliezen. N-VA wint twee zetels en Vlaams Belang verliest twee zetels. Aan Franstalige zijde zijn er veel grotere verschuivingen: omdat FDF apart opkomt (en 12 zetels behaalt), verliest MR 6 zetels. Ook Ecolo verliest fors. De partij heeft nog maar 8 zetels en is zo gehalveerd in grootte. Het cdH verliest 2 zetels. De PTB-PVDA krijgt 4 zetels. Zo is voor het eerst extreemlinks vertegenwoordigd in het Brussels Hoofdstedelijk Parlement.

### Nederlandstalige lijsten
| Nederlands | Nederlands      | Nederlands | 2014   | 2014    | 2014  | 2009   | 2009 | verschil |
| Partij     | Partij          | Partij     | Zetels | stemmen | %     | Zetels | %    | Zetels   |
| ---------- | --------------- | ---------- | ------ | ------- | ----- | ------ | ---- | -------- |
|            | Open Vld        | lijst      | 5      | 14.296  | 26,73 | 4      | 23,1 | +1       |
|            | sp.a            | lijst      | 3      | 10.450  | 19,54 | 4      | 19,5 | -1       |
|            | Groen           | lijst      | 3      | 9.566   | 17,89 | 2      | 11,2 | +1       |
|            | N-VA            | lijst      | 3      | 9.085   | 16,99 | 1      | 5,0  | +2       |
|            | CD&V            | lijst      | 2      | 6.105   | 11,42 | 3      | 14,9 | -1       |
|            | VB              | lijst      | 1      | 3.006   | 5,62  | 3      | 17,5 | -2       |
|            | Pro Bruxsel     |            | -      | 664     | 1,24  | 0      | 2,36 |          |
|            | PENSIO(E)N PLUS |            | -      | 310     | 0,58  | -      | -    |          |
|            | Overige°        |            | -      | -       | -     | -      | 6,55 |          |
|            | Totaal          |            | 17     | 53.482  |       |        |      |          |

° Overige  2009 = SLP (0,7%), LDD (3,78%), PVDA+ (1,18%) en BUB (0,89%)
Verkozenen:
| - Guy Vanhengel (Open Vld, 7.375) - Els Ampe (Open Vld, 2.883) - Fouad Ahidar (sp.a, 2.813) - Pascal Smet (sp.a, 2.697) - Johan Van Den Driessche (N-VA , 2.234) - Brigitte Grouwels (CD&V, 2.039) | - Bruno De Lille (Groen, 1.917) - Annemie Maes (Groen, 1.755) - Carla Dejonghe (Open Vld, 1.546) - Elke Roex (sp.a, 1.454) - Paul Delva (CD&V, 1.187) - René Coppens (Open VLD, 911) | - Liesbet Dhaene (N-VA, 822) - Dominiek Lootens-Stael (Vl.Belang, 795) - Arnaud Verstraete (Groen, 741) - Stefan Cornelis (Open Vld, 689) - Cieltje Van Achter (N-VA, 503) |

### Franstalige lijsten
| Frans  | Frans              | Frans  | 2014   | 2014    | 2014  | 2009   | 2009 | verschil |
| Partij | Partij             | Partij | Zetels | stemmen | %     | Zetels | %    | Zetels   |
| ------ | ------------------ | ------ | ------ | ------- | ----- | ------ | ---- | -------- |
|        | PS                 | lijst  | 21     | 108.763 | 26,58 | 21     | 26,2 |          |
|        | MR                 | lijst  | 18     | 94.243  | 23,03 | 24     | 29,8 | -6       |
|        | FDF                | lijst  | 12     | 60.611  | 14,81 | -      | -    |          |
|        | cdH                | lijst  | 9      | 48.021  | 11,73 | 11     | 14,8 | -2       |
|        | Ecolo              | lijst  | 8      | 41.368  | 10,11 | 16     | 20,2 | -8       |
|        | PTB-PVDA-GO!       | lijst  | 4      | 15.782  | 3,86  | -      | 0,8  | +4       |
|        | PP                 | lijst  | -      | 7.945   | 1,94  | -      | -    |          |
|        | VEGA               |        | -      | 2.072   | 0,51  | -      | -    |          |
|        | La Droite          |        | -      | 2.992   | 0,73  | -      | -    |          |
|        | Debout les Belges! |        | -      | 9.432   | 2,30  | -      | -    |          |
|        | Gauches Communes   |        | -      | 843     | 0,21  | -      | -    |          |
|        | NATION             |        | -      | 1.360   | 0,33  | -      | 0,12 |          |
|        | PL                 |        | -      | 469     | 0,11  | -      | -    |          |
|        | Égalitaires!       |        | -      | 749     | 0,18  | -      | -    |          |
|        | ISLAM              |        | -      | 6.949   | 1,70  | -      | -    |          |
|        | Pro Bruxsel        |        | -      | 2.966   | 0,72  | -      | 1,67 |          |
|        | BUB                |        | -      | 547     | 0,13  | -      | -    |          |
|        | RWF                |        |        | 177     | 0,04  | -      | 0,32 |          |
|        | R                  |        | -      | 756     | 0,18  | -      | -    |          |
|        | FE-MDCEJ           |        | -      | 143     | 0,03  | -      | -    |          |
|        | Pirate             |        | -      | 3.026   | 0,74  | -      | -    |          |
|        | Overige°           |        | -      | -       | -     | -      | 5,96 |          |
|        | Totaal             |        | 72     | 409.214 |       |        |      |          |

° Overige 2009 = FN (1,91%), CAP (0,13), UNIE (0,12%), Egalité (1,05%), Trefle (0,10%), PSH (0,03%), FNB (0,14%), Musulmans.be (0,99%), PC-PSL-LCR-PH (0,50%), Vélorution! (0,34%), DP (0,07%), CDF (0,44%) en FDB (0,14%)
Verkozenen:
| - Didier Gosuin (FDF, 22.906) - Vincent De Wolf (MR, 19.919) - Joëlle Milquet (cdH, 19.416) - Charles Picque (PS, 16.859) - Rudi Vervoort (PS, 16.742) - Fadila Laanan (PS, 11.705) - Bernard Clerfayt (FDF, 9.011) - Rachid Madrane (PS, 7.775) - Françoise Bertieaux (MR, 7.324) - Jacques Brotchi (MR, 6.865) - Zoé Genot (Ecolo, 6.771) - Alain Destexhe (MR, 6.702) - Corinne De Permentier (MR, 6.425) - Benoit Cerexhe (cdH, 6.130) - Armand De Decker (MR, 5.779) - Christos Doulkeridis (Ecolo, 5.611) - Catherine Moureaux (PS, 5.082) - Alain Courtois (MR, 4.699) - Gaëtan Van Goidsenhoven (MR, 4.641) - Olivier De Clippele (MR, 4.627) - Nadia El Yousfi (PS, 4.525) - Hasan Koyuncu (PS, 4.407) - Caroline Désir (PS, 4.388) - Mohamed Azzouzi (PS, 4.385) | - Philippe Close (PS, 4.331) - Emin Ozkara (PS 4.173) - Sevket Temiz (PS, 4.054) - Mohamed Ouriaghli (PS, 3.987) - Caroline Persoons (FDF, 3.986) - Jamal Ikazban (PS, 3.908) - Boris Dillies (MR, 3.899) - Ahmed El Ktibi (PS, 3.868) - Dominique Dufourny (MR, 3.866) - Bea Diallo (PS, 3.801) - Viviane Teitelbaum (MR, 3.770) - Bertin Mampaka Mankamba (cdH, 3.748) - Anne D'Ursel (MR, 3.698) - Amet Gjanaj (PS, 3.380) - Ahmed El Khannouss (cdH, 3.221) - Martine Payfa (FDF, 3.100) - Mahinur Ozdemir (cdH, 3.098) - Julie De Groote (cdH, 3.014) - Isabelle Emmery (PS, 2.933) - Michaël Verbauwhede (PTB-PVDA-GO!, 2.928) - Isabelle Durant (Ecolo , 2.870) - Joëlle Maison (FDF, 2.862) - Pierre Kompany (cdH, 2.830) - Eric Bott (FDF, 2.819) | - Willem Draps (MR, 2.697) - Marion Lemesre (MR, 2.678) - André Du Bus (cdH, 2.658) - Cécile Jodogne (FDF, 2.606) - Fabian Maingain (FDF, 2.546) - Serge De Patoul (FDF, 2.473) - Barbara D'Ursel-De Lobkowicz (FDF, 2.473) - Jacqueline Rousseaux (MR, 2.383) - Emmanuel De Bock (FDF, 2.314) - Abdallah Kanfaoui (MR, 2.285) - Céline Delforge (Ecolo, 2.255) - Marc-Jean Ghyssels (PS, 2.252) - Simone Susskind (PS, 2.207) - Michel Colson (FDF, 2.157) - Hamza Fassi-Fihri (cdH, 2.146) - Véronique Jamoulle (PS, 2.082) - Evelyne Huytebroeck (Ecolo, 1.949) - Barbara Trachte (Ecolo, 1.828) - Youssef Handichi (PTB-PVDA-GO!, 1.782) - Mathilde El Bakri (PTB-PVDA-GO!, 1.549) - Arnaud Pinxteren (Ecolo, 1.497) - Claire Geraets (PTB-PVDA-GO!, 1.406) - Zahoor Manzoor (MR, 1.312) - Alain Maron (Ecolo, 1.214) |